# Нічого собі поїздочка
Нічого собі поїздочка (англ. Joy Ride) — американський фільм-трилер 2001 року. У головних ролях знялися Пол Вокер, Стів Зан та Лілі Собескі. У 2008 році вийшов сиквел фільму «Нічого собі поїздочка 2».

## Сюжет
Студент Льюїс Томас після закінчення навчального року в коледжі вирішує повернутися додому на літні канікули, забравши перед цим з Колорадо свою подругу Венну — дівчину своєї мрії, з якою він знайомий ще зі школи. Але несподівано Льюїс дізнається, що його брата Фуллера заарештували. Юнак повертає авіаквиток і, отримавши сплачені за нього гроші, купує старий автомобіль і вносить заставу за брата. З цього моменту щасливій поїздці Льюїса і його романтичним мріям приходить кінець. Фуллер, будучи жартівником і веселуном, на заправці купує старий радіоприймач. Єдине, що спало на думку молодим бешкетникам — розіграти далекобійника. Вони спілкуються з ним прикинувшись тупенькою блондинкою Кенді. Однак, на жах братів, коли вони призначають зустріч дивному співрозмовнику, він заходить в сусідній номер, а на наступний ранок постоялець цього номера знайдений в сотнях кілометрів від мотелю, та ще й з вирваною щелепою. Зрештою, до невдалих гумористів дійшло, що їх абонент не збочений водій, а небезпечний маніяк. Він вирахував жартівників, почав їх переслідувати і підставляти під убивства.

## У ролях
| Актор           | Роль                                       |
| --------------- | ------------------------------------------ |
| Пол Вокер       | Люїс Томас                                 |
| Стів Зан        | Фуллер Томас Вілкокс                       |
| Лілі Собескі    | Венна                                      |
| Джессіка Боуман | Шарлотта                                   |
| Меттью Кімбро   | «Іржавий цвях» (Расті Нейл) (далекобійник) |
| Тед Левайн      | «Іржавий цвях» (Расті Нейл) (голос)        |
| Стюарт Стоун    | Денні (друг Люїса)                         |
| Браян Лекнер    | офіцер Кінні                               |
| Джим Бівер      | шериф Ріттер                               |
| Г'ю Дейн        | людина біля дверей                         |
| Джей Ернандес   | Марін                                      |
| Безіл Воллес    | продавец машин                             |
| Рейчел Сінгер   | власниця заправки                          |
| Лула Кортес     | менеджер нічної зміни                      |